# Мерсеро, Антонио
Анто́нио Мерсе́ро Хульда́ин (исп. Antonio Mercero Juldain; 7 марта 1936, Ласарте-Ория, Гипускоа — 12 мая 2018, Мадрид) — испанский режиссёр и сценарист кино и телевидения, получивший известность в первую очередь благодаря своим телевизионным сериалам «Голубое лето» и «Дежурная аптека» и телевизионному фильму «Телефонная будка» (1972). Отец телесценариста Антонио Сантоса Мерсеро. Антонио Мерсеро — лауреат многочисленных кинематографических и телевизионных наград, в том числе, почётной премии «Гойя» за 2009 год. В 2009 году у Антонио Мерсеро была диагностирована болезнь Альцгеймера.

## Фильмография
- Trotin Troteras (1962)
- Leccion de arte (1962)
- Tajamar (1970)
- Телефонная будка / La cabina (1972)
- Manchas de sangre en un coche nuevo (1975)
- Папина война / La Guerra de papa (1977)
- Тоби / Tobi (1978)
- Жди меня на небесах / Espérame en el cielo (1988)
- Дон Жуан / Don Juan, mi querido fantasma (1990)
- Час храбрецов / La hora de los valientes (1998)
- Четвёртый этаж / Planta 4ª (2003)
- И ты, кто ты? / ¿Y tú quién eres? (2007)